# Energía de enlace
La energía de enlace (EE) es la energía total promedio que se desprendería por la formación de un mol de enlaces químicos, a partir de sus fragmentos constituyentes (todos en estado gaseoso). Alternativamente, podría decirse también que es la energía total promedio que se necesita para romper un mol de enlaces dado (en estado gaseoso).
Los enlaces más fuertes, o sea los más estables, tienen energías de enlace grandes. Los enlaces químicos principales son: enlaces covalentes, metálicos e iónicos. Aunque típicamente se le llama enlace de hidrógeno al puente de hidrógeno, este no es un enlace real sino una atracción intermolecular de más baja energía que un enlace químico.
Las atracciones intermoleculares (fuerzas de Van der Waals), comprenden las ion-dipolo, las dipolo-dipolo, y las fuerzas de dispersión de London que son atracciones típicamente más débiles que las atracciones en un enlace químico.
El puente de hidrógeno es un caso especial de la fuerza intermolecular dipolo-dipolo, que resulta ser de mayor energía relativa debido a que el hidrógeno tiene tan sólo un electrón que apantalla su núcleo positivo. Esta situación hace que la atracción entre ese hidrógeno, enlazado a un átomo electronegativo, y un átomo con carga parcial negativa sea relativamente grande.